# Tête de la Scia
Tête de la Scia är en bergstopp i Schweiz. Den ligger i distriktet Riviera-Pays-d'Enhaut och kantonen Vaud, i den sydvästra delen av landet, 60 km söder om huvudstaden Bern. Toppen på Tête de la Scia är 1 629 meter över havet.